# SU-100
SU-100 a fost un vânător de tancuri proiectat și folosit de Uniunea Sovietică spre sfârșitul celui de-al Doilea Război Mondial. O îmbunătățire a modelului SU-85, autotunul SU-100 folosea 72% dintre componentele tancului T-34, fiind însă înarmat cu puternicul tun D-10S de calibrul 100 mm folosit mai târziu de tancurile din seria T-54/55. Din cauza armamentului puternic, SU-100 a avut o perioadă de exploatare îndelungată, în unele țări fiind în dotare și în 2010.

## Proiectare

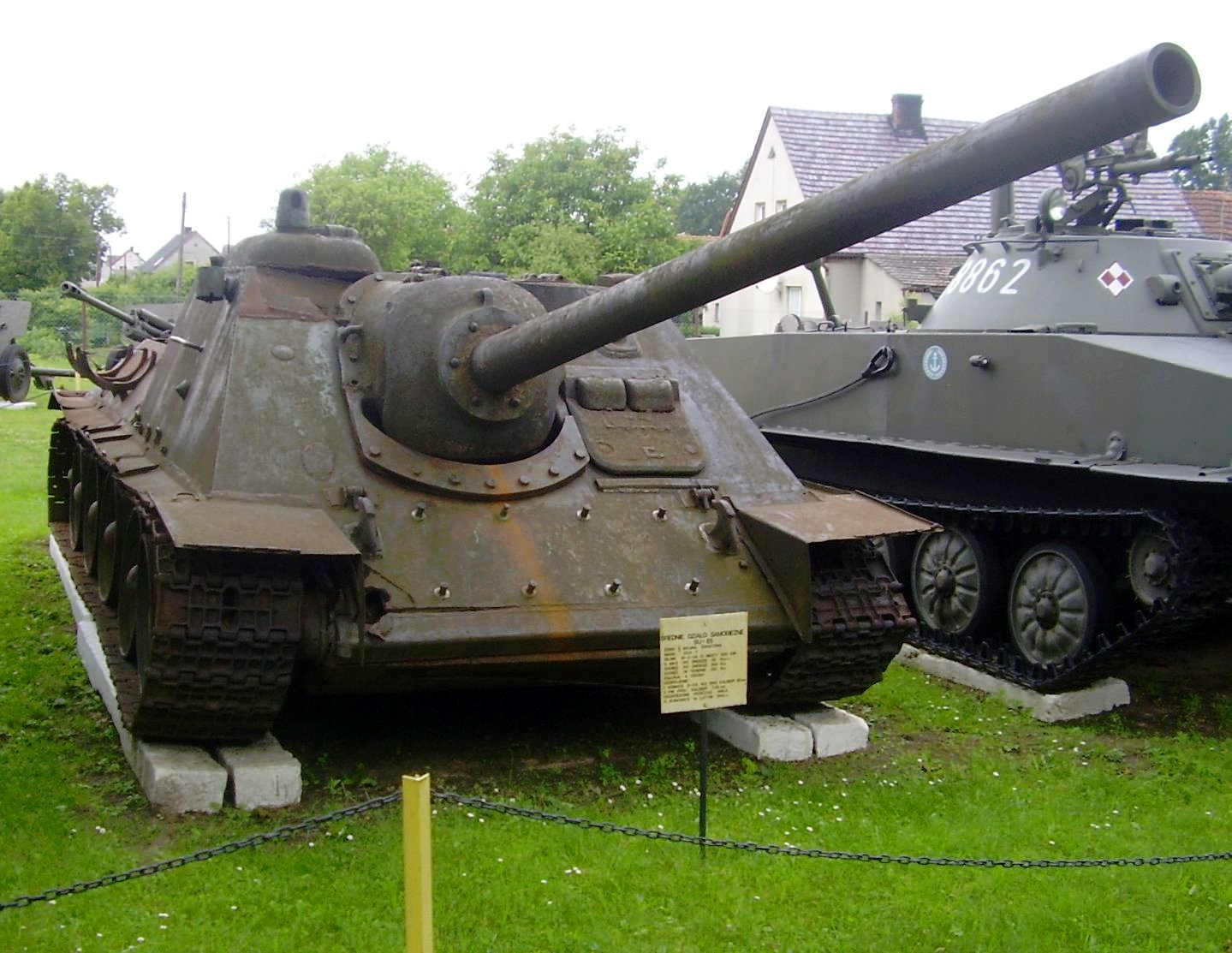
SU-85, predecesorul modelului SU-100

La sfârșitul anului 1943, conducerea Armatei Roșii a decis dezvoltarea unui nou vânător de tancuri, capabil să distrugă cele mai grele tancuri germane. Modelul SU-85, înarmat cu tunul D-5T de 85 mm, urma să-și piardă utilitatea atunci când tancul T-34/85, înarmat tot cu un tun de calibrul 85 mm ZiS-S-53, ar fi intrat în producție. Inginerii ruși, sub conducerea lui Lev Izrailevici Gorlițki, au avut la dispoziție o perioadă foarte scurtă de timp la începutul anului 1944 pentru a realiza un prototip. Vânătorul de tancuri urma să fie înarmat cu un de calibrul 100 mm, bazat pe tunul naval B-34. Câteva variante ale tunului de 100 mm au fost testate, însă modelul D-10S realizat de F.F. Petrov s-a dovedit a fi cel mai potrivit. Primul prototip, denumit "Obiect 138", a fost realizat în luna martie a anului 1944. Vânătorul de tancuri urma să intre în producție în luna aprilie, însă conducerea armatei a cerut să fie evaluată și o variantă înarmată cu tunul de 100 mm S-34. În urma testelor din luna iunie a anului 1944, s-a dovedit că varianta inițială, denumită SU-100 (abreviere de la "Samochodnaja Ustanovka": afetul autopropulsat, numeralul era calibrul tunului) înarmată cu tunul D-10S era superioară variantei SU-100-2 înarmată cu tunul S-34. Producția în masă a început în luna septembrie a anului 1944 la fabrica Uralmaș din Sverdlovsk. Din cauza procesului de fabricație complex al tunului D-10 și a muniției Br-412 de calibrul 100 mm, a fost demarată producția modelului SU-85M, până la remedierea problemelor. Din luna decembrie a anului 1944 însă, toate problemele legate de fabricație au fost rezolvate, iar producția autotunului SU-85 a fost sistată în favoarea succesorului SU-100.
Vânătorul de tancuri SU-100 era similar, dar nu identic, cu modelul SU-85. Autotunul folosea 72% dintre componentele tancului T-34, 7,5% dintre componentele autotunului SU-85, 4% dintre componentele autotunului SU-122 și doar 16,5% dintre componente erau noi. Spre deosebire de SU-85, modelul SU-100 avea un blindaj frontal mărit de la 45 la 75 de milimetri, o cupolă de observație pentru comandant și două ventilatoare pentru evacuarea noxelor din camera de luptă. Tunul D-10S era capabil să perforeze un blindaj cu o grosime de 125 mm de la o distanță de 2000 de metri. Acest lucru însemna că orice tanc german putea fi distrus de la distanța de un kilometru. SU-100 nu era dotat cu mitraliere pentru protecție împotriva infanteriei, fiind folosit strict ca vânător de tancuri.

## Producție
Datele privind producția vânătorului de tancuri SU-100 diferă în funcție de surse. Între luna septembrie a anului 1944 și luna martie a anului 1946 au fost construite 3037 de autotunuri SU-100 la fabrica Uralmaș. După rezolvarea problemelor tehnice inițiale, rata de producție pe timp de război era de aproximativ 200 de autotunuri pe lună. Alte date indică faptul că în 1947 a mai fost construită o altă serie, deși producția după câțiva ani a unei serii limitate pare improbabilă. Rapoartele spionajului SUA indică o rată de producție de aproximativ 1000 de autotunuri pe lună între anii 1948-1956, deși acest lucru este contrazis de datele fabricilor din URSS. SU-100 a fost construit și în Cehoslovacia sub licență între anii 1951-1956. La fabrica Stalin din Martin au fost fabricați 1420 de vânători de tancuri de acest tip.

## Utilizare

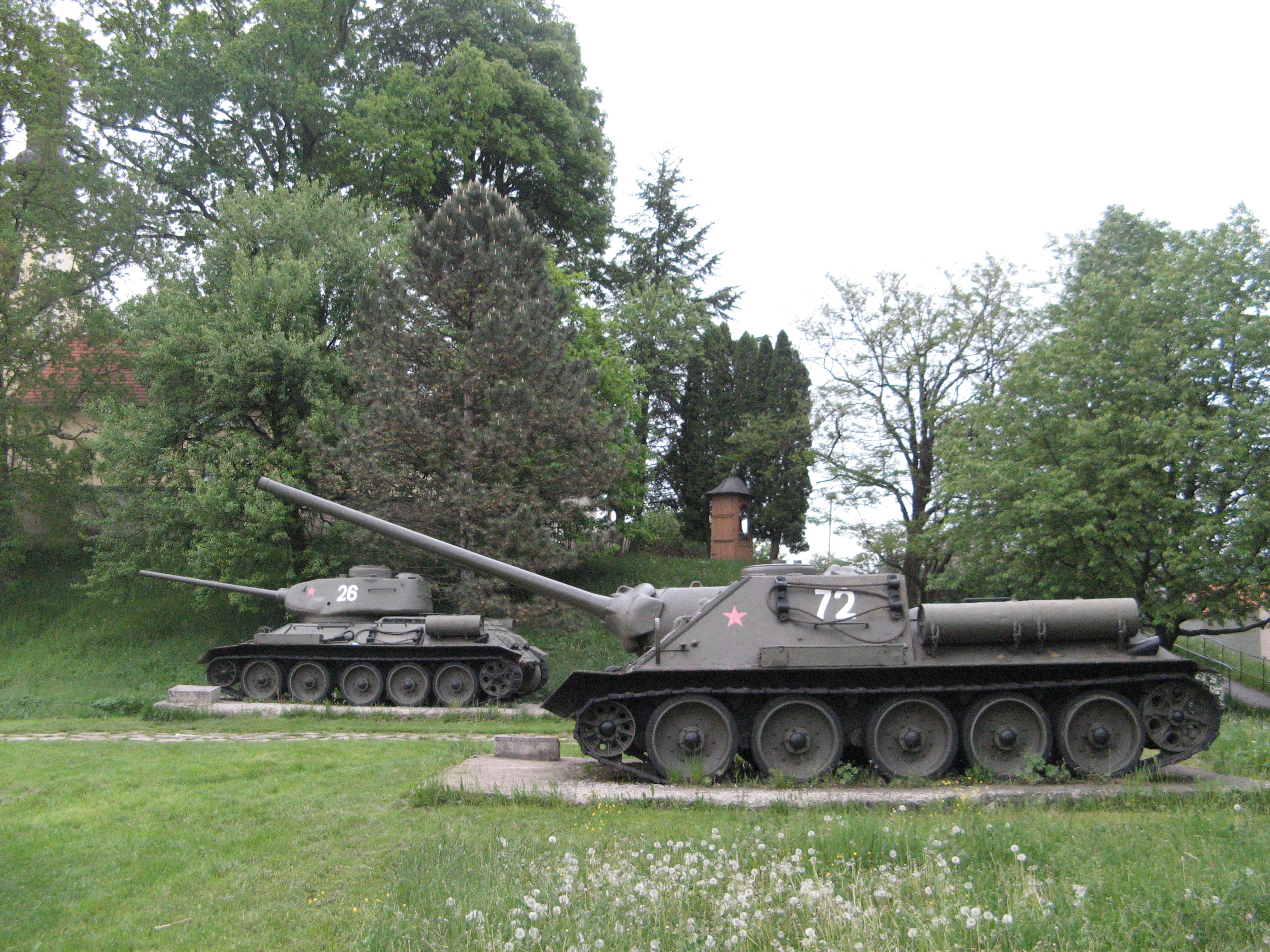
Autotunul SU-100 și tancul T-34/85 expuse într-un muzeu din Svidnik, Slovacia.

Primii vânători de tancuri SU-100 au fost testați pe front în luna septembrie a anului 1944. Prima operațiune importantă în care au fost folosite formațiuni de artilerie autopropulsată dotate cu SU-100 a fost Bătălia de la Budapesta din luna ianuarie a anului 1945. Autotunul a mai fost folosit apoi în Ofensiva din Prusia de Est și în Operațiunea Frühlingserwachen. Ultima mare operațiune în care au fost folosiți vânătorii de tancuri SU-100 a fost Bătălia Berlinului.
După război, autotunurile SU-100 au fost folosite de Armata Roșie în timpul Revoluției ungare din 1956 și în timpul invadării Cehoslovaciei din 1968. Vânătorii de tancuri SU-100 au fost modernizați la începutul anilor 1960, în mod similar tancurilor T-34/85. Autotunurile au fost în rezerva armatei sovietice până la începutul anilor 1980. Un contingent de autotunuri SU-100 a fost folosit și la începutul conflictului din Afganistan, între anii 1979-1980.
Autotunurile SU-100 au fost folosite și în Criza Suezului, Războiul de Șase Zile și Războiul de Iom Kipur. Cuba a folosit vânătorii de tancuri SU-100 în timpul Invaziei din Golful Porcilor, iar Angola i-a folosit în timpul războiului civil. SU-100 a fost folosit și în timpul Războiului din Vietnam.

### Utilizare în România
România a achiziționat din Cehoslovacia aproximativ 66 de vânători de tancuri SU-100 în anul 1955. Autotunurile erau alocate divizionului antitanc al diviziilor mecanizate și bateriei antitanc din diviziile blindate. Vânătorii de tancuri au fost folosiți în timpul Revoluției Române din 1989. Un autotun este expus în prezent la Muzeul Militar Național „Regele Ferdinand I” din București, iar alte două SU-100 sunt expuse la Arsenal Park din Orăștie.

## Utilizatori

Harta țărilor care au folosit (roșu închis) și care încă mai folosesc (roșu deschis) autotunul SU-100.

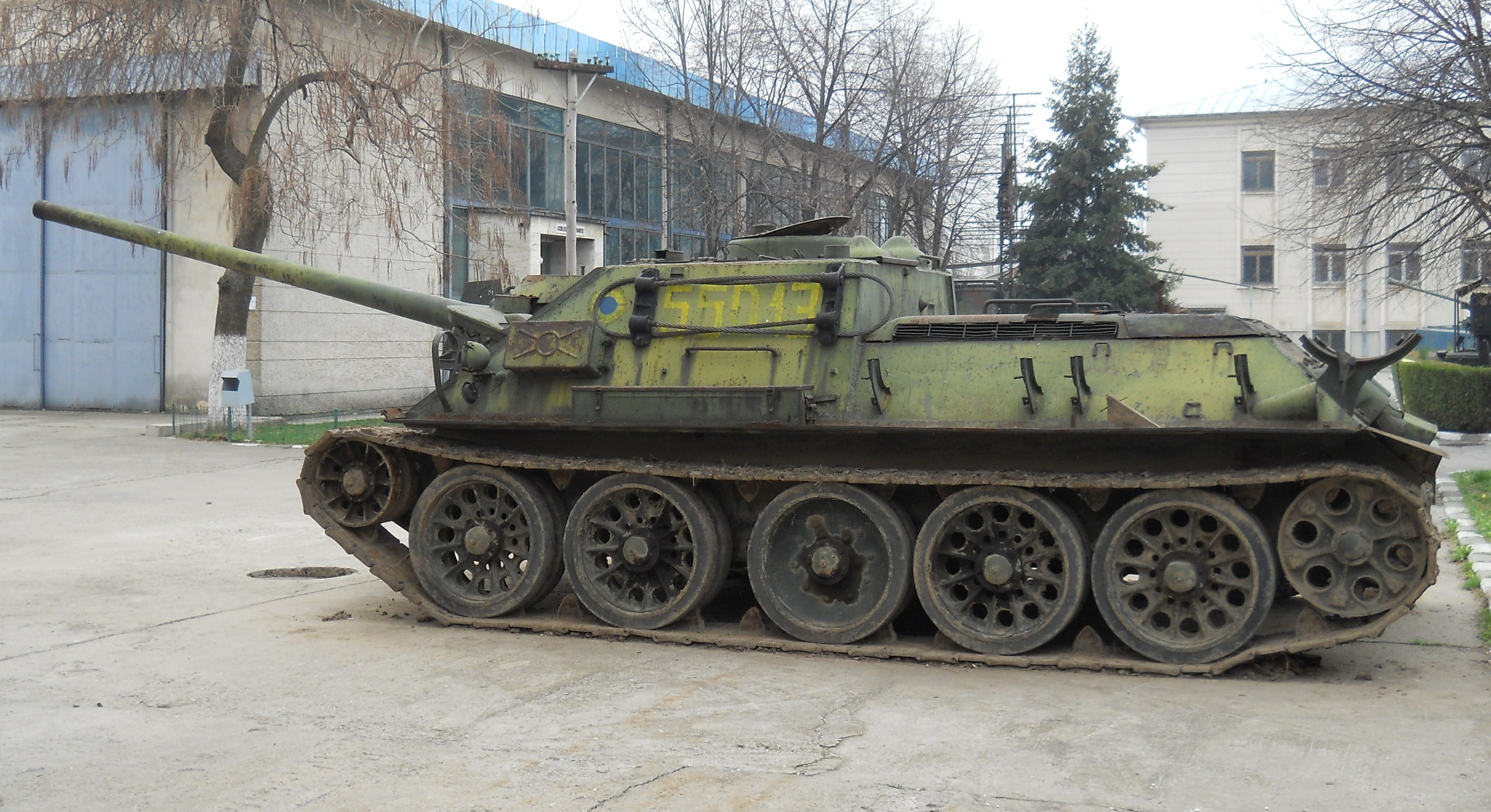
SU-100 de producție cehoslovacă expus la Muzeul Militar Național "Regele Ferdinand I" din București.

Țările care au avut în dotare autotunul SU-100:
- Uniunea Sovietică
- Albania
- Bulgaria
- Cehia
- China
- Coreea de Nord
- Germania de Est
- Egipt
- Polonia
- Siria
- Slovacia
- Cehoslovacia - predate țărilor succesoare.
- Iugoslavia

Țările care încă mai aveau în dotare SU-100 în anul 2010:
- Algeria - 50 în rezervă.
- Angola - un număr necunoscut în dotare.
- Cuba - 100 de SU-100 în dotare.
- Maroc - 8 în dotare.
- România - 25 în rezervă.
- Vietnam - un număr necunoscut în dotare.
- Yemen - 30 în dotare.